# Kepler-62f
Kepler-62f és un exoplaneta del tipus súper-Terra descoberta en òrbita al voltant de l'estel Kepler-62, la més exterior del sistema planetari trobat per la Missió Kepler de la NASA. Va ser trobada utilitzant el mètode del trànsit, en el qual es mesuren les fluctuacions que un planeta causa en creuar davant la seva estrella des del punt de vista de la Terra. És molt probable que Kepler-62f sigui un planeta rocós a la part externa de la zona habitable de la seva estrella mare.

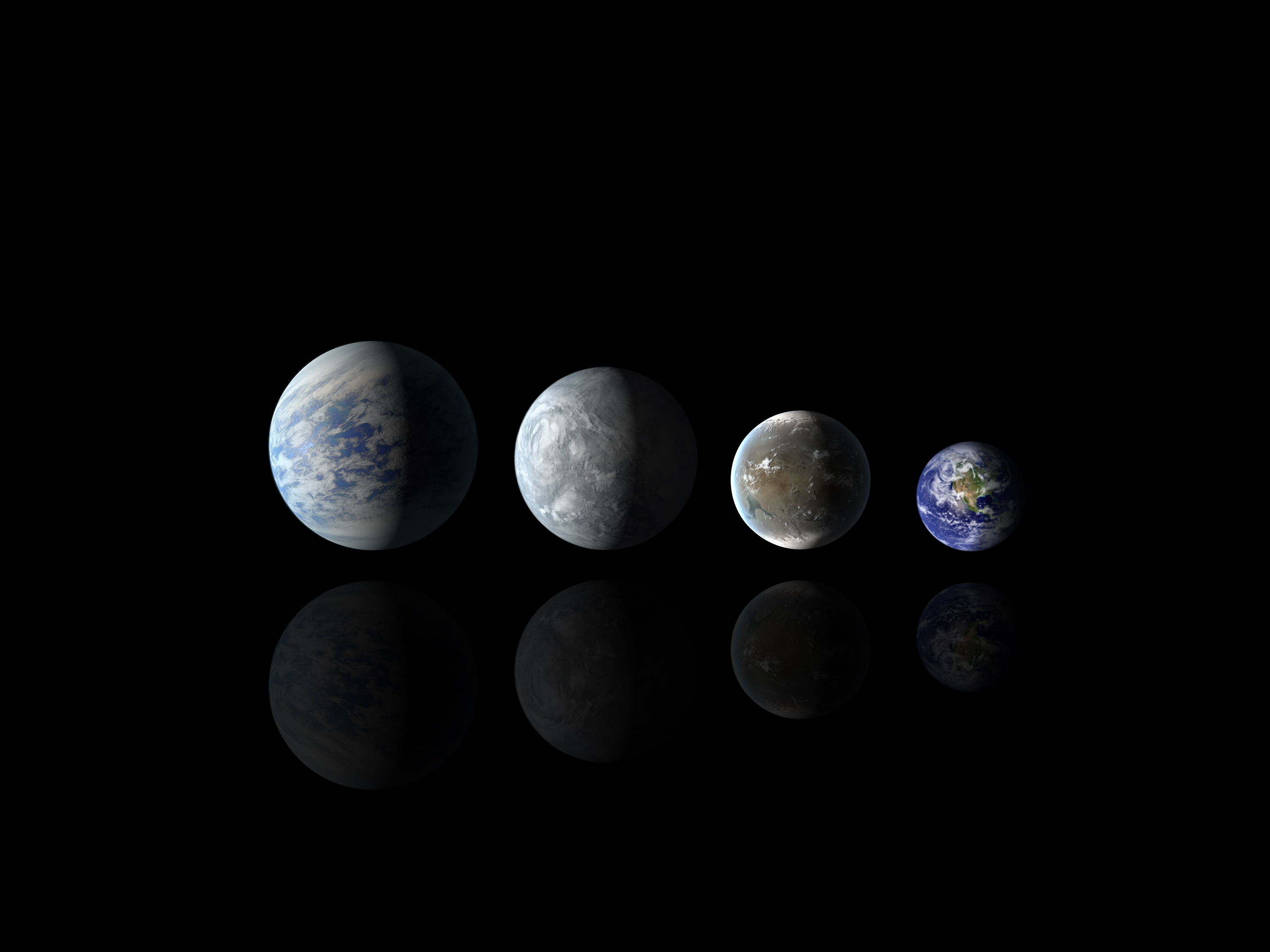
Comparació de la mida dels planetes Kepler-62c, Kepler-62e, Kepler-62f, i la Terra. Tots excepte la Terra són visions artístiques.

Donada l'edat del planeta (7 ± 4 bilions d'anys), el seu flux estel·lar (0,41 ± 0,05 vegades el de la Terra) i el seu radi (1,41 ± 0,07 R⊕), una composició rocosa (ferro - silicat) amb a més una possible quantitat substancial d'aigua és considerada possible. Un estudi de modelatge aprovat per The Astrophysical Journal indica que el planeta està probablement cobert completament per aigua (possiblement congelada).
Si la seva densitat fos la mateixa que la de la Terra, la massa de Kepler-62f equivaldria a 2,80 M⊕ (o sigui, si el radi és 1,41 vegades més gran, amb la mateixa densisat la massa seria 1,413=2,80 vegades més gran).

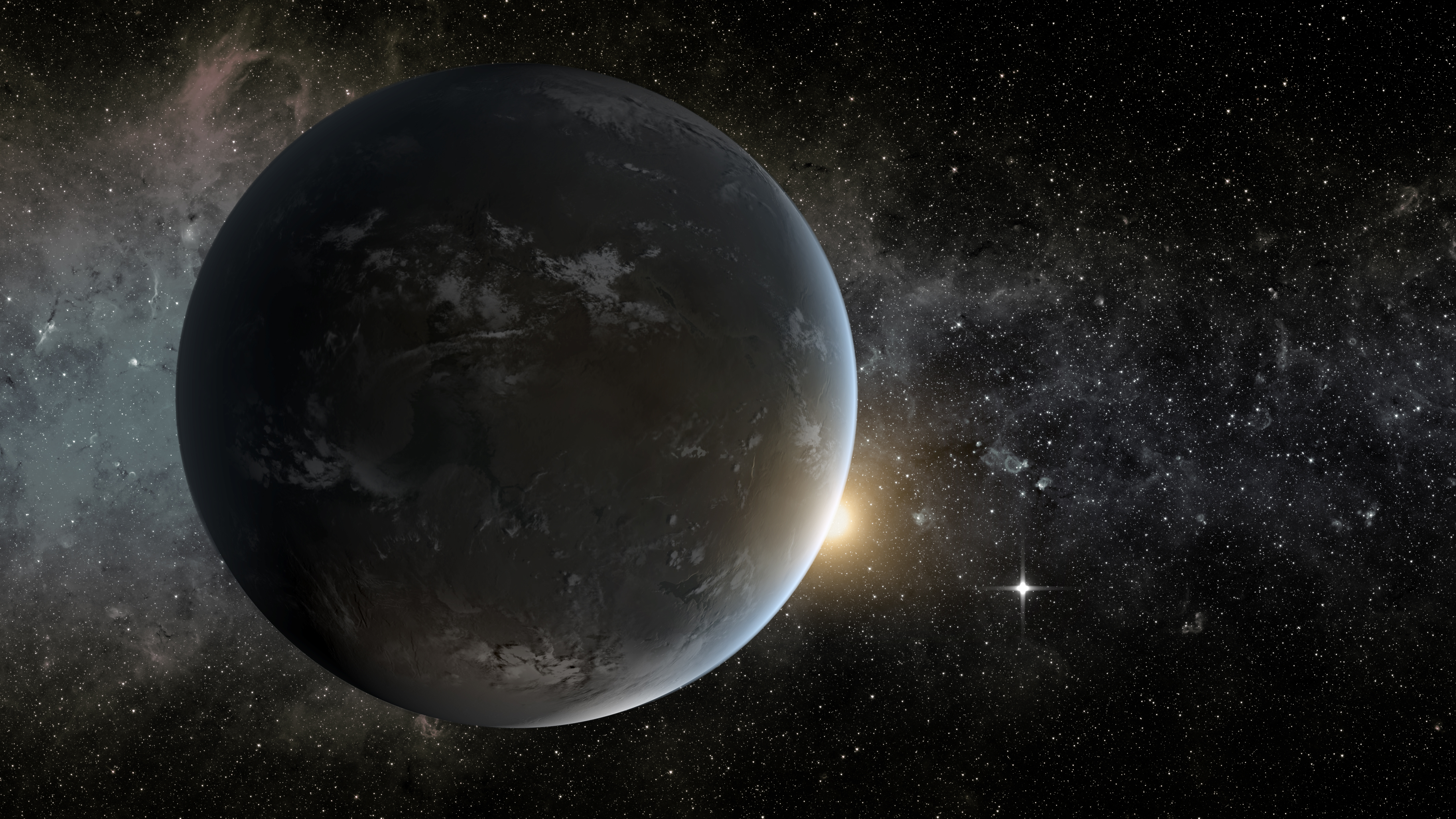
Kepler-62f (primer pla) i Kepler-62e (dreta) són exoplanetes orbitant la zona habitable de l'estrella Kepler-62 (al centre).